# Fritz Borg
Fredrik Gustaf Borg, känd som Fritz Borg, född 8 mars 1853 i Lund, död 16 april 1920 i Malmö Sankt Johannes församling, var en svensk apotekare. 
Borg blev elev på apoteket Fläkta Örn i Malmö 1869 samt avlade farmacie kandidatexamen 1873 och apotekarexamen 1877. Han var anställd på apoteket Hjorten i Örebro 1877–1879 och på apoteket i Nora 1880, var innehavare av apoteket i Strömstad 1880–1892, föreståndare för apoteket Fläkta Örn i Malmö 1892–1895 och innehavare av sistnämnda apotek från 1895.
Borg grundade 1893 tillsammans med laboranten Anders Nilsson företaget Saturnus AB. Borg var gift med Clara Hinnerson. Makarna är begravda på Sankt Pauli mellersta kyrkogård i Malmö.